# Боду, Ивон
Ивон Боду (фр. Yvon Baudoux, 6 апреля 1894 — 12 мая 1969) — бельгийский хоккеист (хоккей на траве), полевой игрок. Участник летних Олимпийских игр 1928 года.

## Биография
Ивон Боду родился в 1896 году.
В 1928 году вошёл в состав сборной Бельгии по хоккею на траве на летних Олимпийских играх в Амстердаме, занявшей 4-е место. Играл в поле, провёл 3 матча, забил 1 мяч в ворота сборной Австрии.
Умер в 1971 году.

## Семья
Младший брат Клод Боду (1898—1984) также играл за сборную Бельгии по хоккею на траве, участвовал в летних Олимпийских играх 1928 и 1936 годов.